# Consolidated B-32
Die Consolidated B-32 Dominator (dt. Beherrscher) Consolidated Model 34 war ein schwerer viermotoriger Bomber der United States Army Air Forces im Zweiten Weltkrieg. Sie wurde nach den gleichen Spezifikationen wie die Boeing B-29 Superfortress ausgelegt und parallel zu dieser gebaut.
Nur einige wenige Maschinen erreichten im Sommer 1945 die Einheiten im Pazifik. So wurden bis zu den Atombombenabwürfen auf Hiroshima und Nagasaki nur wenige Einsätze geflogen. Die Bestellungen wurden nach dem Ende des Krieges storniert, insgesamt waren 118 Maschinen gebaut worden.

## Geschichte

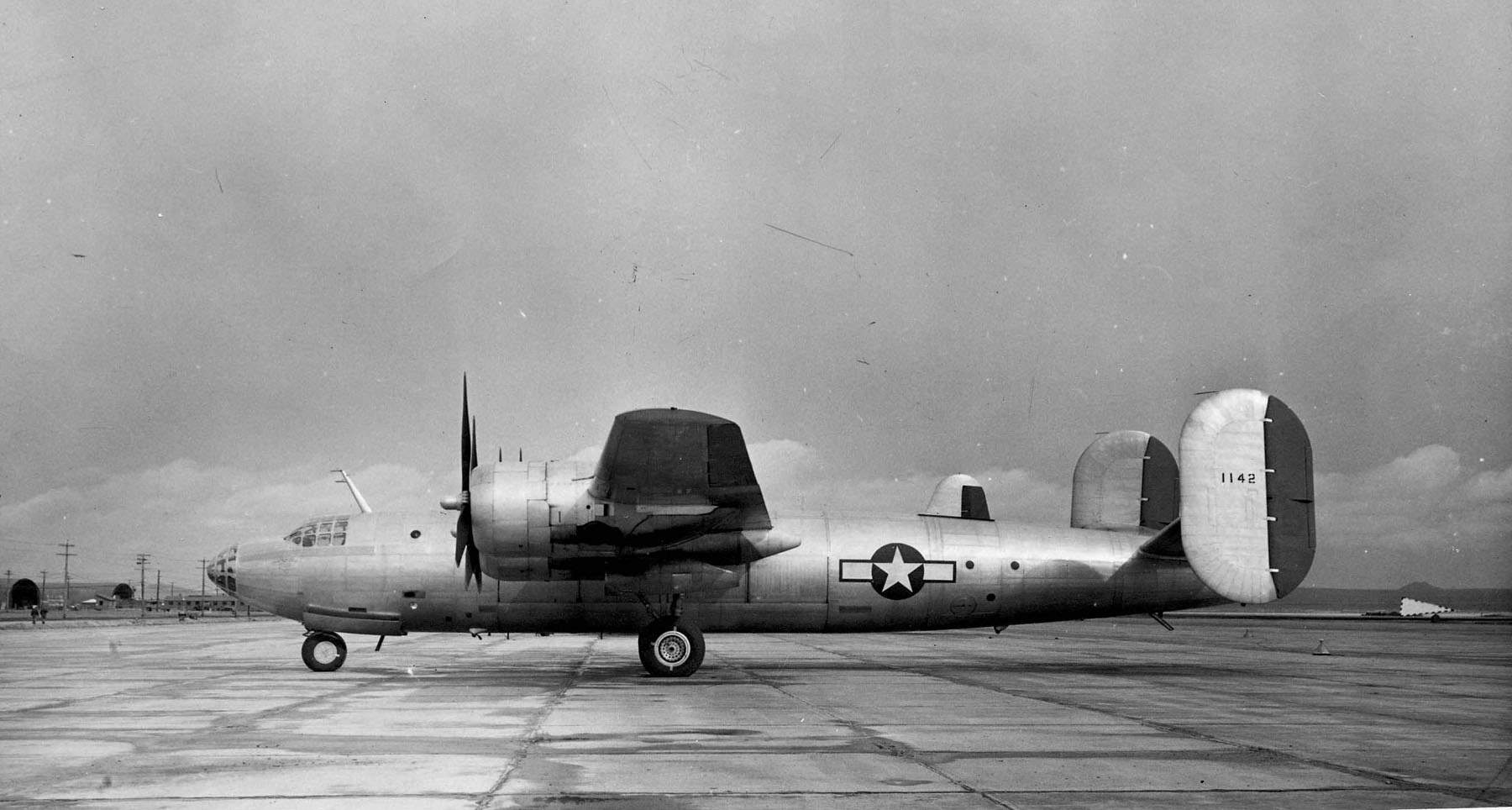
XB-32

Die Entwicklung der B-32 wurde auf eine Ausschreibung des United States Army Air Corps vom Januar 1940 hin begonnen, an der daneben auch die Boeing XB-29, die Lockheed XB-30 und die Douglas XB-31 teilnahmen. Gesucht wurde ein schwerer strategischer Bomber als Nachfolger der Consolidated B-24. Obwohl das Boeing-Modell nach dem freiwilligen Ausscheiden von Lockheed und Douglas die Ausschreibung gewann, wollte sich das Army Air Corps für den Fall absichern, dass sich Probleme mit der favorisierten XB-29 ergeben würden, und bestellte im August 1940 neben zwei XB-29 zusätzlich zwei Prototypen der XB-32.
Das Consolidated Model 33 ähnelte anfänglich der Consolidated B-24, es besaß ein H-förmiges Doppelleitwerk und Davis-Tragflächen mit hoher Streckung. Der Rumpf wies jedoch bei größerer Länge einen runden Querschnitt auf und besaß eine abgerundete Nase. Der Antrieb bestand aus vier 2.200 PS leistenden Wright-R-3350-Duplex-Cyclone-Motoren. Das Cockpit war als Druckkabine ausgebildet, 15 ferngesteuerte Maschinengewehre des Kalibers 12,7 mm bildeten die Abwehrbewaffnung. Das maximale Fluggewicht sollte 45.814 kg betragen. Der erste Vertrag AC-15549 wurde am 6. September 1940 unterzeichnet und sah zwei XB-32-CO-Maschinen vor. Am selben Tag wurde auch der Vertrag AC-15429 über Bau und Lieferung der Boeing B-29 unterzeichnet.
Die erste XB-32-CO (AAF s/n 41-141) litt an massiven Problemen mit der Druckkabine, den ferngesteuerten Waffenständen sowie den Fahrgestellklappen. Die inneren Motoren waren vom Typ R-3350-13, während für die beiden äußeren Motoren der Typ R-3350-21 eingesetzt wurde. Immer wieder auftretende Probleme mit der Motorkühlung sowie Öllecks verzögerten den Erstflug. Mit bereits sechs Monaten Verzug im Zeitplan hob die XB-32-CO am 7. September 1942 erstmals ab. Die Boeing B-29 absolvierte ihren Erstflug am 21. September 1942. Allerdings war der Auftrag für die Produktion der ersten 500 B-29 zu diesem Zeitpunkt bereits vergeben.
Im Februar 1943 kündigte die Army Air Force den Entwicklungsvertrag für die B-32, setzte ihn aber achtzehn Tage später wieder in Kraft. Am 17. März 1943 wurden 300 Maschinen des Typs B-32-CF bestellt. Die erste XB-32 stürzte am 10. Mai 1943 nach 30 Flügen ab. Die zweite Maschine (s/n 41-142) flog erstmals am 2. Juli 1943. Nach eingehenden Prüfungen und Tests forderte die USAAF nun eine Reihe von Änderungen.
Die zweite XB-32 wurde mit acht Maschinengewehren des Kalibers 12,7 mm im Rumpf sowie zusätzlich mit zwei 20-mm-Kanonen in jeder außenliegenden Triebwerksgondel ausgestattet. Die Probleme mit der Druckbelüftung der Kabine waren ebenso wenig behoben wie die der fehlerhaft funktionierenden ferngesteuerten Waffenstände. Die Bewaffnung wurde auf zehn 20-mm-Kanonen geändert und die Bombenlast auf 9.072 kg erhöht.

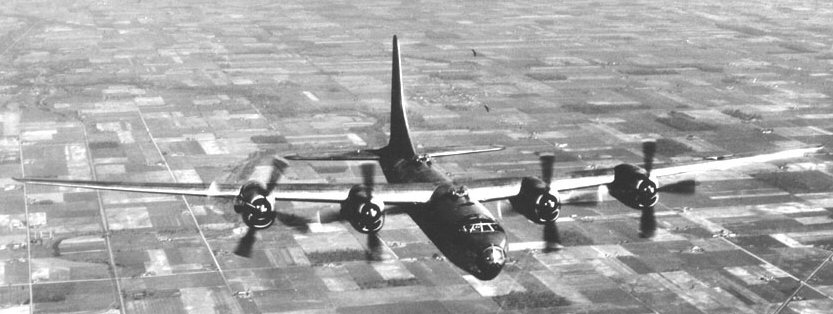
Eine Consolidated B-32 Dominator im Flug

An der zweiten XB-32 wurden Stabilitätsprobleme deutlich. Um diese Schwierigkeiten zu beheben, wurde die Maschine mit dem modifizierten Heck einer B-29 versehen; dies war jedoch nicht befriedigend. Ein dritter Prototyp (s/n 41-18336) flog mit einem von Consolidated neu entwickelten Seitenleitwerk am 3. November 1943 (die Serienmaschinen kamen dann allerdings wieder mit dem Leitwerk der B-29 zur Auslieferung). Nachfolgende Modelle dieses Typs erhielten die Modellnummer 34. Die von Anfang an bestehenden Probleme beim Druckausgleich ließen sich über die gesamte Entwicklung hinweg nicht beheben. Die Test- und Ausbildungsmaschinen erhielten Druckausgleichanlagen, für die Serienmodelle der B-32 mit Kampfausstattung verzichteten die Ingenieure ganz auf das System, wodurch das Flugzeug auf Einsätze in niedriger bis mittlerer Höhe beschränkt blieb.
In der zweiten Jahreshälfte 1944 bestellte die USAAF mehr als 1.500 Stück der B-32. Die erste Serienmaschine wurde am 19. September 1944 geliefert. Die B-29 von Boeing stand zu diesem Zeitpunkt in Indien bereits voll im Einsatz. Im Dezember 1944 wurden lediglich fünf Maschinen vom Typ B-32 ausgeliefert. Die B-29 flog nun bereits von den Marianen nach Japan. Am 27. Januar 1945 wurden 40 unbewaffnete B-32-5, -10 und -15 als Schulungsbomber geliefert.
Ursprünglich war die B-32 als Ersatzentwurf zur Sicherung des Projektes Boeing B-29 konzipiert. Nachdem jedoch die Entwicklung der B-32 selbst immer mehr in Verzug gekommen war, war diese Aufgabe hinfällig. Durch den Erfolg der Boeing B-29 kamen auch Pläne nicht mehr zum Tragen, die den Ersatz der Maschinen vom Typ Boeing B-17 und Consolidated B-24 bei den nach dem Kriegsende in Europa in den Pazifik zu verlegenden 8. und der 15. US-Luftflotte durch Maschinen vom Typ B-32 vorsahen. Diese Aufgabe erfüllte nunmehr die Boeing B-29.

## Einsatzgeschichte
General George Kenney forderte mehr B-29-Bomber im Südwesten des Pazifiks. Da seine Wünsche in Washington abgelehnt wurden, wich er auf die B-32 aus. Drei B-32 kamen ab Mitte Mai 1945 nach Luzon auf den Philippinen. Nach einer Testphase sollten die B-24 und Douglas A-20 zweier Staffeln der 312th Bombardment Group durch Maschinen vom Typ B-32 ersetzt werden. Während der Testflüge bis zum 17. Juni war man von der hohen Ladekapazität, der Schubumkehr der inneren Propeller und den Davis-Flügeln beeindruckt. Allerdings erreichte der Motorenlärm im Cockpit einen extremen Pegel, die Fluginstrumente waren schlecht positioniert und es gab häufig Triebwerksbrände.
Drei B-32 wurden zur 386th Bombardment Squadron der 312th Bombardment Group abkommandiert. Diese drei B-32-Bomber flogen am 29. Mai 1945 ihren ersten Einsatz gegen ein Nachschubdepot in Antatet auf den Philippinen. Am 15. Juni 1945 warfen zwei B-32 sechzehn 907-kg-Bomben auf eine Zuckermühle in Taito auf Formosa und am 22. Juni bombardierten zwei B-32 eine Alkoholfabrik in Heito auf Formosa mit 227-kg-Bomben. Am 25. Juni wurde eine Brücke nahe Kiirun auf Formosa angegriffen. Die Testflüge waren meist erfolgreich und die B-32 wurde zum Ersatz der B-24 vorgesehen. Bis zum Kriegsende wurden weitere sechs Einsätze geflogen.
Die höchste Stückzahl bei der USAAF lag im August 1945 bei 62 B-32, davon 53 in den USA und 9 im Einsatz im pazifischen Raum. Von dort wurde das Flugzeug bis Oktober 1945 zurückgezogen. Bis April 1946 war keine B-32 mehr im Bestand der USAAF.

## Luftkampf trotz japanischer Kapitulation
Am 13. August 1945 wurden die Maschinen zur Fotoaufklärung nach Okinawa verlegt. Trotz der Kapitulation Japans am 15. August 1945 griffen am 18. August 1945 vierzehn Mitsubishi A6M Zero und Nakajima Ki-44 Tojo zwei B-32-Fotoaufklärer an. Die B-32-CF Dominator „Hobo Queen II“ (s/n 42-108532) erlitt starke Beschädigungen, Sergeant Anthony J. Marchione kam bei diesem Einsatz ums Leben. Er war der letzte Tote bei Luftkampfhandlungen im Zweiten Weltkrieg. Die US-Streitkräfte wurden daraufhin angewiesen, von allen japanischen Maschinen, derer sie habhaft werden konnten, die Propeller zu demontieren.
Der letzte Einsatz als Fotoaufklärer für das 386th Bomb Squadron erfolgte am 28. August 1945. Am 8. September 1945 wurde die Produktion der B-32 gestoppt und am 12. Oktober endgültig eingestellt. Die Hälfte der verbleibenden Maschinen wurde abgewrackt, aus der anderen Hälfte lediglich die anderweitig nutzbaren Komponenten ausgebaut und die Flugwerke vorerst eingelagert.
Insgesamt 38 meist nahezu werksneue Maschinen wurden nach dem Ende der Feindseligkeiten direkt vom Herstellerwerk auf den Flugzeugfriedhof Kingman Airport zur Verwertung überführt und umgehend abgewrackt. 1949 wurde die letzte flugfähige B-32 abgewrackt. Einer der Prototypen war noch einige Zeit als Übungsaufbau zur Brandbekämpfungsausbildung im Einsatz. Ein Teil einer Tragfläche wurde in das Montgomery-Memorial bei San Diego eingebaut. Einige Geschütztürme sind in verschiedenen Luftfahrtmuseen zu sehen.

## Gebaute Versionen
| Version (CO: Consolidated-Werk San Diego CF: Werk Fort Worth) | Anzahl | Serial numbers                                   | Anmerkung                                                                   |
| ------------------------------------------------------------- | ------ | ------------------------------------------------ | --------------------------------------------------------------------------- |
| XB-32-CO                                                      | 3      | 41-141, 41-142, 41-18336                         | Prototypen                                                                  |
| B-32-1-CF                                                     | 10     | 42-108471 bis 42-108480                          | für Testflüge, mit einem Heckruder                                          |
| B-32-5-CF                                                     | 15     | 42-108481 bis 42-108484                          | für Testflüge, mit zwei Heckrudern                                          |
| B-32-20-CF                                                    | 20     | 42-108525 bis 42-108526, 42-108528 bis 42-108545 | erstes Modell mit Kampfausstattung, dazu Sensorkuppel                       |
| B–32-1-CO                                                     | 3      |                                                  | wie B-32-20-CF, eines in Dienst gestellt, zwei verschrottet                 |
| B-32-21-CF                                                    | 1      | 42-108527                                        | Absetzflugzeug für Fallschirmjäger                                          |
| B-32-25-CF                                                    | 25     | 42-108546 bis 42-108570                          | Vorrichtungen für Zusatztanks                                               |
| B-32-30-CF                                                    | 7      | 42-108525 bis 42-108526                          | veränderte Nasen-Geschützkuppel, Störausstattung und Radar-Bombenzielsystem |
| B-32-35-CF                                                    | 7      | 42-108571 bis 42-108577                          | größere Munitionskapazität, aus der Produktion heraus eingelagert           |
| TB-32-40-CF                                                   | 10     |                                                  | nach Produktion verschrottet                                                |
| TB-32-10-CF                                                   | 25     | 42-108496 bis 42-108520                          | moderne Navigationstechnik, Feuerlöschautomatik in den Motoren              |
| TB-32-15-CF                                                   | 4      | 42-108521 bis 42-108524                          | mit Enteisungssystem                                                        |
| B–32-45/50-CF                                                 | 37     |                                                  | im Produktionsprozess vor Hersteller ausgeschlachtet und verschrottet       |

Von den 118 B-32 lieferte Fort Worth 114 Flugzeuge (1944: 14, 1945: 100) und San Diego 4 Flugzeuge (je 2 in 1944 und 1945). Die ersten Flugzeuge wurden im August 1944 übernommen, die letzten im August 1945. Das Flugzeug kostete pro Stück 790.433 $ und damit deutlich mehr als die leistungsstärkere B-29 (605.360 $).

## Technische Daten
| Kenngröße             | Daten                                                                          |
| --------------------- | ------------------------------------------------------------------------------ |
| Besatzung             | zehn                                                                           |
| Länge                 | 25,3 m                                                                         |
| Spannweite            | 41,2 m                                                                         |
| Höhe                  | 10,1 m                                                                         |
| Flügelfläche          | 132,1 m²                                                                       |
| Flügelstreckung       | 12,8                                                                           |
| Leermasse             | 27.000 kg                                                                      |
| Startmasse            | 45.000 kg                                                                      |
| Antrieb               | vier Doppelsternmotoren Wright R-3350-23 Cyclone mit je 2.200 PS (1.600 kW)    |
| Höchstgeschwindigkeit | 575 km/h                                                                       |
| Reichweite            | 6.100 km                                                                       |
| Dienstgipfelhöhe      | 10.670 m                                                                       |

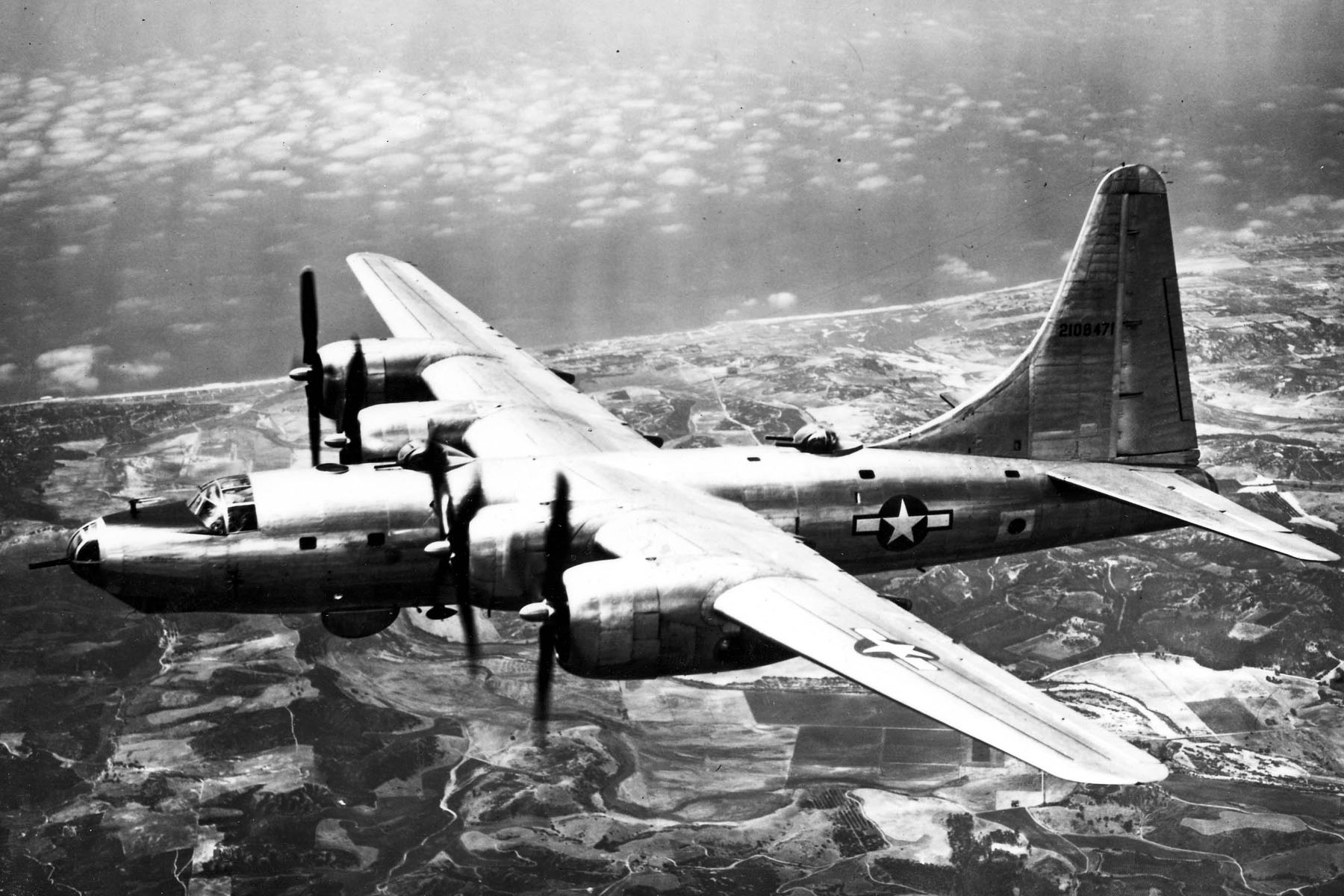
B-32 im Flug

| Bewaffnung            | - zehn MGs Browning .50 cal (12,7 mm) - bis zu 9.100 kg (20.000 lb) Bombenlast |